# 1756

## Събития
- Започва седемгодишната война.

## Родени
- 27 януари – Волфганг Амадеус Моцарт, австрийски композитор
- 26 декември – Бернар Жермен дьо Ласепед, френски зоолог и политик
- 30 декември – Павел Враницки, моравски композитор

## Починали
- Шехсувар валиде султан, валиде султан